# Figaros bröllop

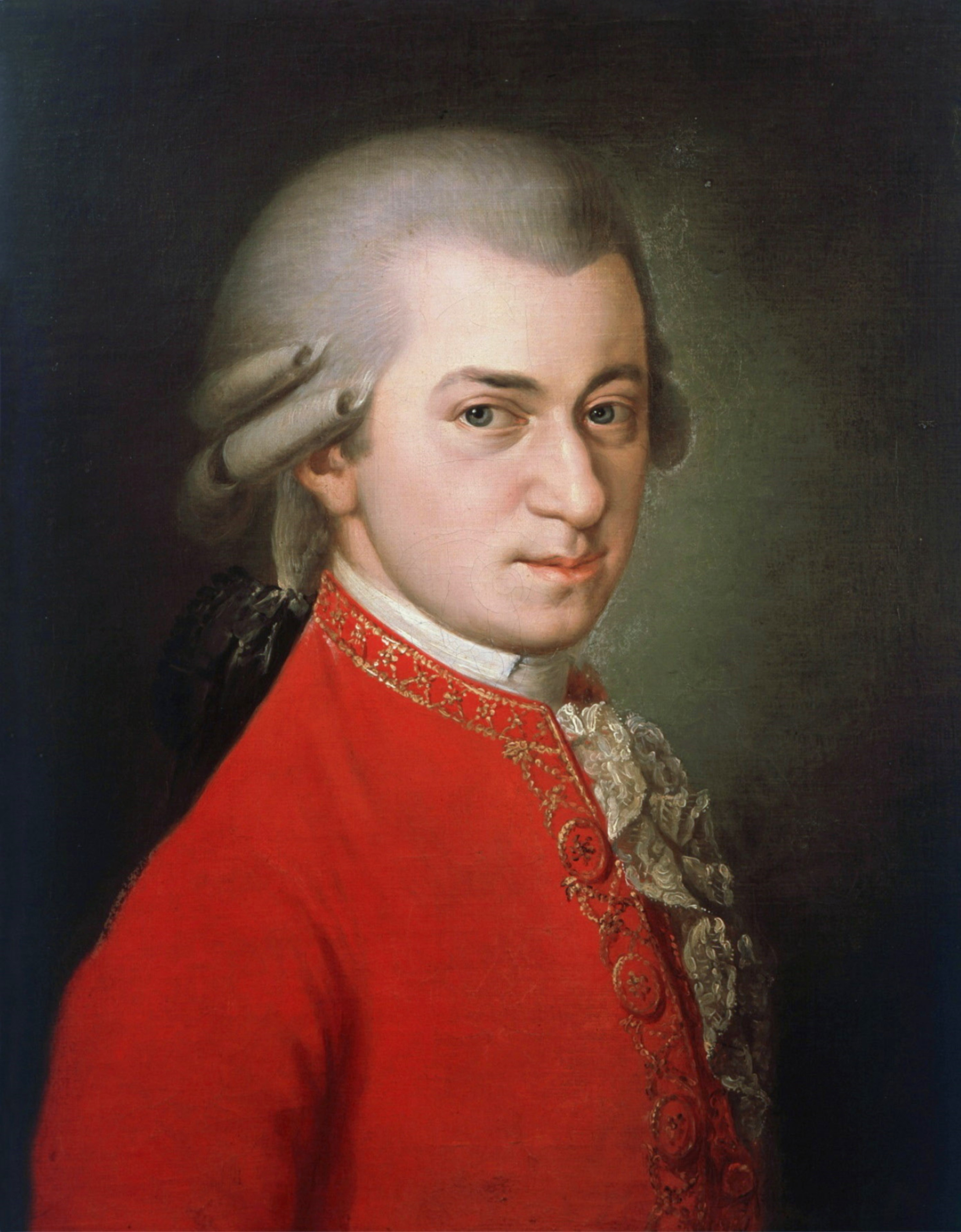
Wolfgang Amadeus Mozart

Figaros bröllop (italienska: Le nozze di Figaro, ossia la folle giornata) är en opera (commedia per musica) av Wolfgang Amadeus Mozart, K. 492, komponerad 1786. Libretto av Lorenzo da Ponte efter Pierre de Beaumarchais' komedi Le mariage de Figaro.

## Historia

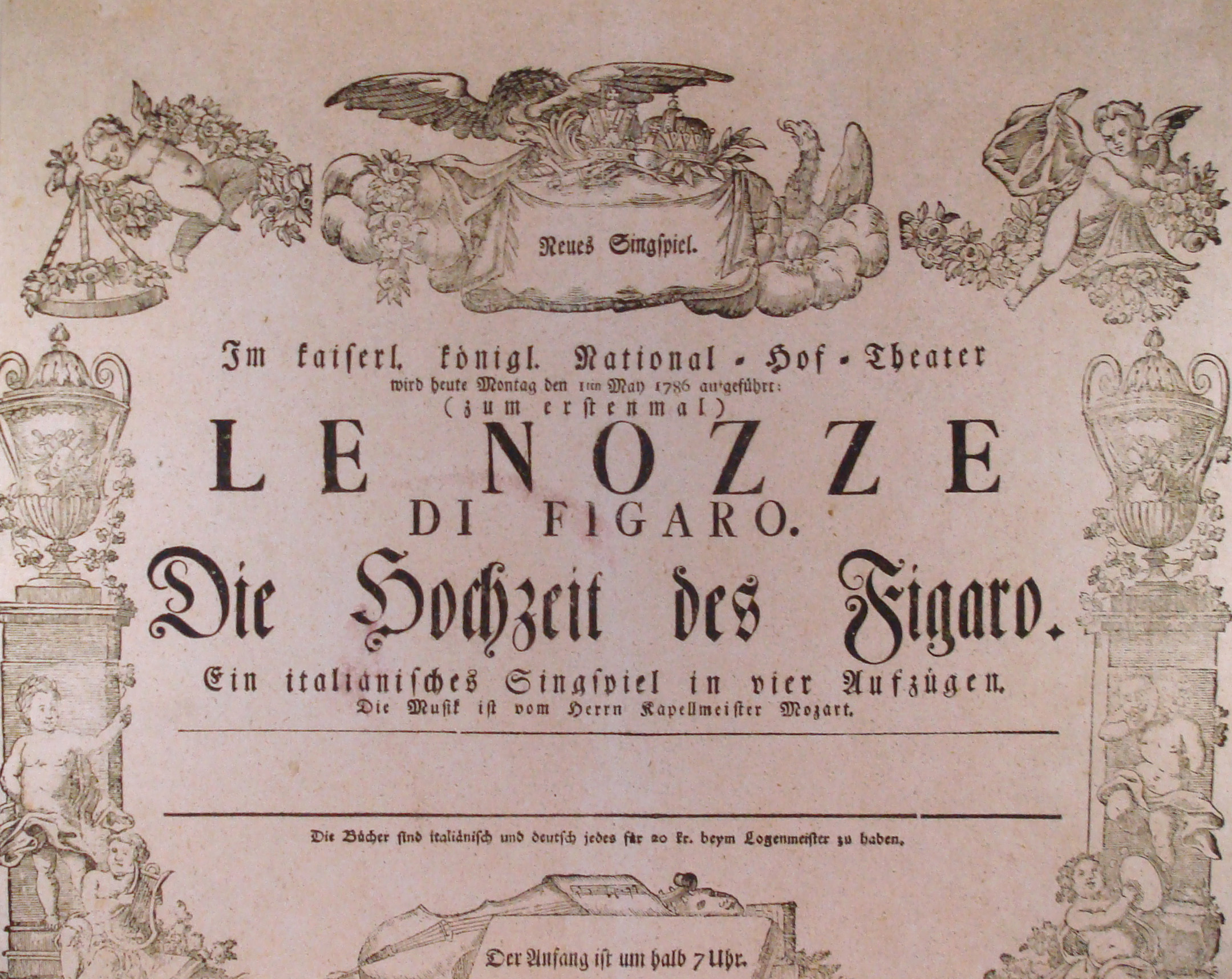
Affisch till uruppförandet.

Beaumarchais pjäs skrevs 1781 och förebådade på många sätt de idéer som låg bakom franska revolutionen. Ändå gjorde den stormande lycka inte bara i Paris utan även i Versailles, där hovet aningslöst uppförde pjäsen med Marie-Antoinette som grevinnan. Pjäsen handlar om en greve som blir rival till sin tjänare och förlorar spelet. Då Schikaneder ville sätta upp den på Kärntnertortheater i Wien vägrade censuren ge sitt tillstånd. Kejsar Josef II ansåg att skådespelet innehöll mycket som var "anstötligt", och förbjöd ett offentligt scenframförande av skådespelet. Men han tillät att pjäsen trycktes, eftersom han utgick ifrån att Wiens kammartjänare och kammarjungfrur gärna besökte teatern men inte läste några teaterstycken. 
I det läget föreslog Mozart att Da Ponte skulle skriva librettot på italienska till en opera på just denna pjäs. Det var i mitten av 1780-talet fortfarande ovanligt att man tonsatte ett libretto efter ett nyskrivet teaterstycke istället för att välja något som redan tonsatts flera gånger tidigare. Mozart skrev operan på bara sex veckor utan att vara helt säker på att den skulle bli uppförd. Da Ponte hade goda förbindelser med hovet och kunde försäkra kejsaren att de samhällskritiska och anstötliga scenerna skulle avlägsnas. Ändå måste Mozart framlägga det färdiga partituret för kejsaren, som blev förtjust i musiken och gav tillstånd till uppförandet. Av allt att döma ville Josef II upplysa adeln om den politiska nyheten att en tjänare kunde få rätt mot sin herre. Relationen mellan adeln och kejsaren var spända. Josef II eftersträvade absolut makt och avskaffade vissa adelsprivilegier.
Uruppförandet ägde rum på Wiener Burgtheater den 1 maj 1786. Figaros bröllop gjorde inte mycket väsen av sig i Wien där den endast gavs i nio föreställningar, men blev en stor succé i Prag. Operan blev så populär att Mozart fick en ny operabeställning, som senare kom att bli Don Giovanni. Mozarts vän och sångare Michael Puchberg skriver i sina memoarer att Mozarts favoritscen ur Figaro var sextetten "Riconosci in questo amplesso" då Susanna utbrister: "Sua madre?" (Din mor?) och börjar skratta.
Den svenska premiären ägde rum på Stockholmsoperan den 23 januari 1821 med en version översatt av Bernhard Crusell och den iscensattes åter med premiär den 16 januari 1895, den 3 januari 1922, den 5 oktober 1944, den 25 oktober 1959  och den 11 maj 1963.
Den sattes upp på  Göteborgsoperan med premiär den 16 januari 1997 och återigen den 17 november 2007 och på Folkoperan med premiär 10 augusti 1998 och återigen den 15 mars 2011.

## Roller
| Roll                                                | Röstfack    | Premiärföreställning, 1 maj 1786 (Dirigent: W.A. Mozart) |
| --------------------------------------------------- | ----------- | -------------------------------------------------------- |
| Greve Almaviva                                      | Baryton     | Stefano Mandini                                          |
| Grevinnan Rosina Almaviva                           | Sopran      | Luisa Laschi                                             |
| Susanna, grevinnans kammarjungfru                   | Sopran      | Ann Storace                                              |
| Figaro, grevens betjänt                             | Baryton     | Francesco Benucci                                        |
| Cherubino, grevens page                             | Mezzosopran | Dorotea Bussani                                          |
| Don Bartolo, läkare från Sevilla                    | Bas         | Francesco Bussani                                        |
| Marzellina hans hushållerska                        | Mezzosopran | Maria Mandini                                            |
| Don Basilio, grevinnans sånglärare                  | Tenor       | Michael Kelly                                            |
| Don Curzio, domare                                  | Tenor       | Michael Kelly                                            |
| Antonio, grevens trädgårdsmästare, Susannas morbror | Bas         | Francesco Bussani                                        |
| Barbarina, Antonios dotter                          | Sopran      | Anna Gottlieb                                            |
| Kören: bönder, bybor, tjänare                       |             |                                                          |

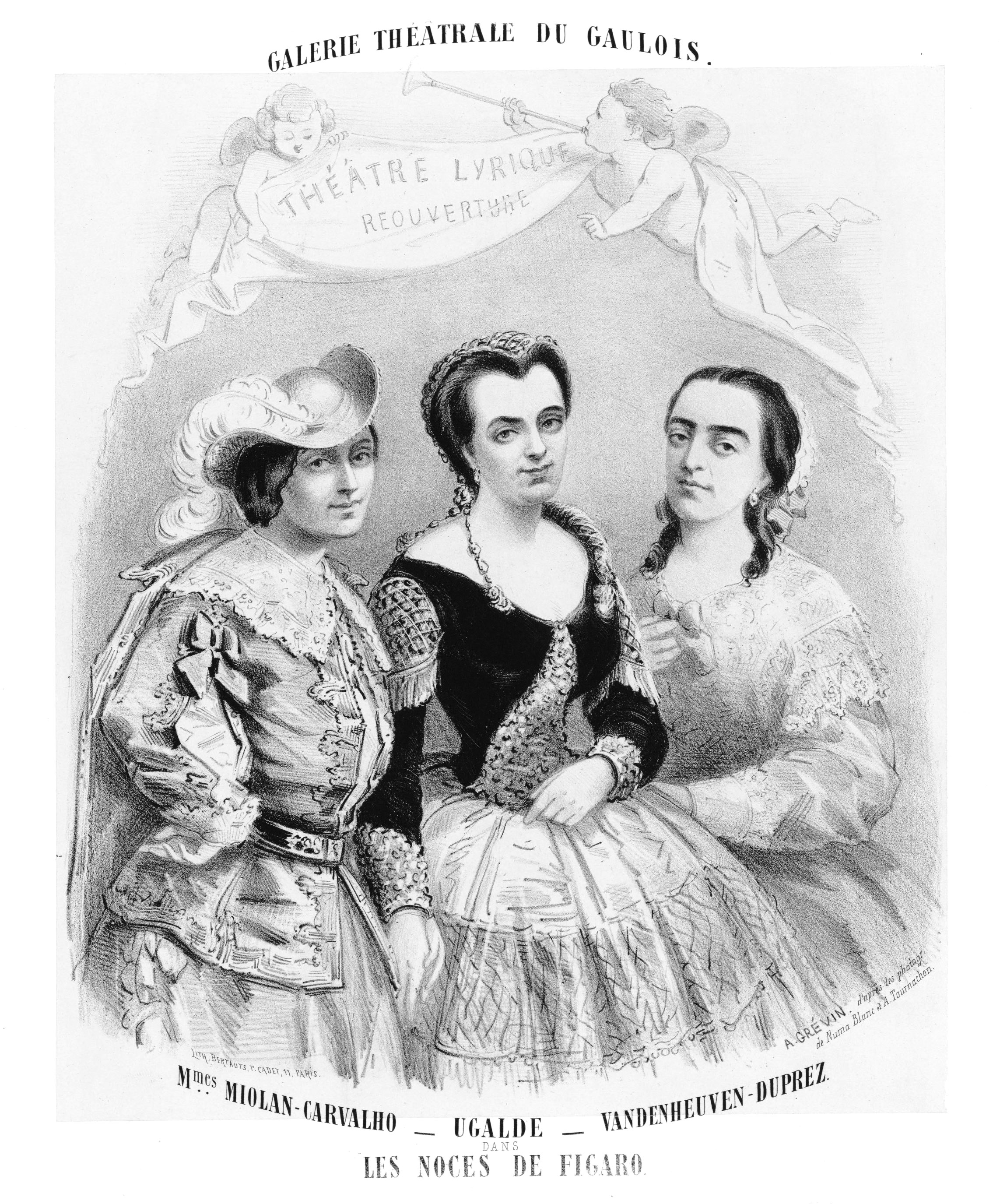
Gravyr med skådespelare i en uppsättning på Théâtre Lyrique i Paris 1858.

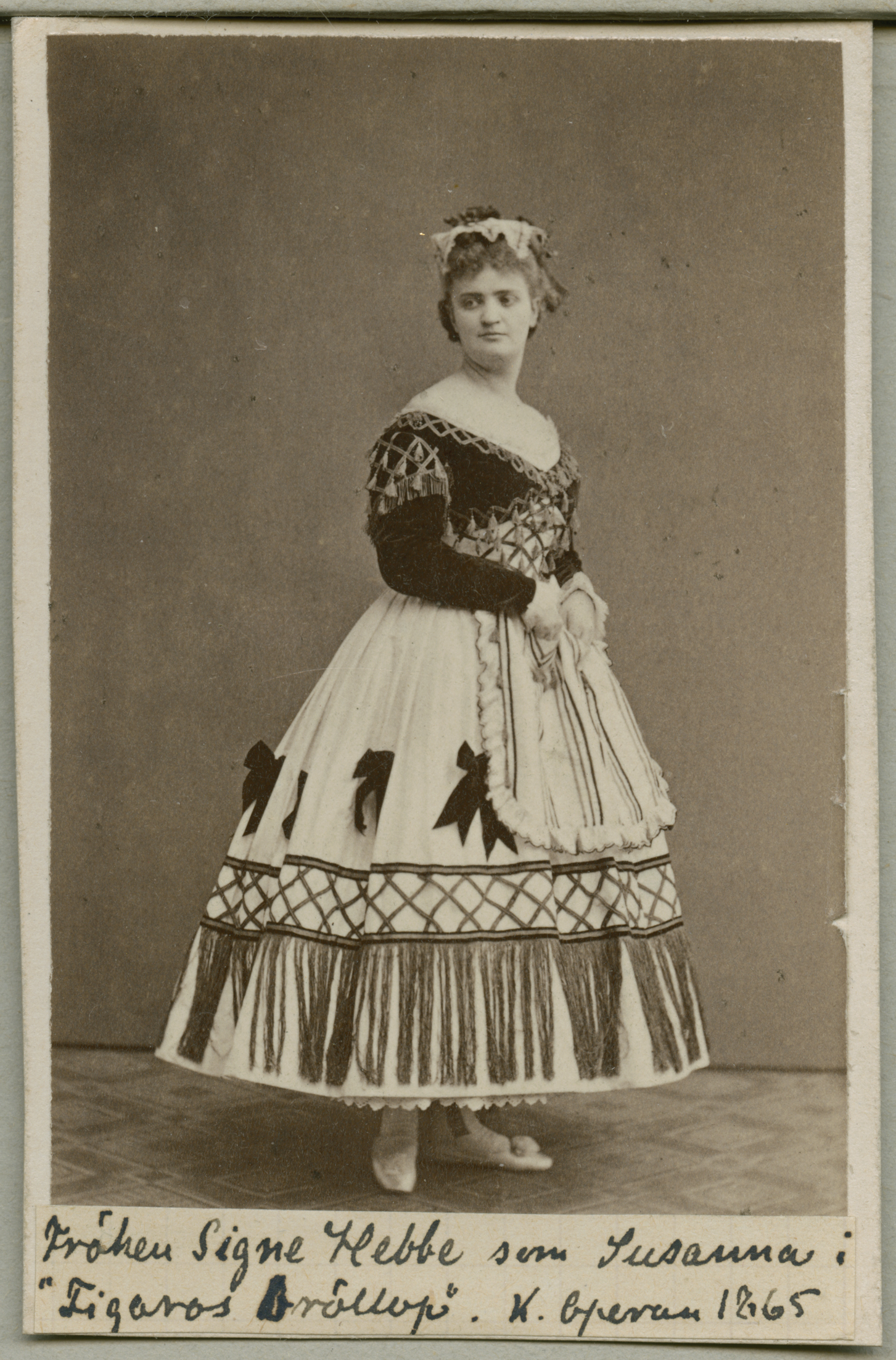
Signe Hebbe som Susanna på Stockholmsoperan 1865.

- Greve Almaviva – En gång var de vänner: den unge, kärlekskranke greven och den allvetande barberaren Figaro. Med Figaros hjälp lyckades greven vinna sin älskade Rosina, som hade växt upp som föräldralös hos sin förmyndare doktor Bartolo. Greven drog sig tillsammans med hustrun tillbaka till sitt lantgods strax utanför Sevilla och tog Figaro i sin tjänst. För grevinnan Rosina och greve Almaviva tog lantadelns långtråkiga liv sin början: jakter, trädgårdsfester, hovintriger. Greven inledde hemliga kärleksförbindelser med sina livegna, med kammarjungfrur och bondflickor. Hans amorösa framgångar tillät honom att storsint avstå från sin feodala herremansrätt "jus primae noctis" (rätten till första natten). När han nu - kanske för första gången i livet - stöter på motstånd i en kärleksaffär, är det främst hans manliga fåfänga som blir sårad. Hans avsikt att återinföra privilegiet av jus primae noctis är blott ett vapen i kärlekskampen och har föga politisk betydelse, något som gång på gång kommer fram under dramats förlopp. Greven åtrår den söta, kvicktänkta Susanna, hustruns nya kammarjungfru. Hans begär till Susanna blir ännu starkare genom att hon förhåller sig kylig gentemot honom och älskar sin Figaro.
- Figaro – Figaro har i motsats till greven en stark politisk motivation i rivalitetskampen. Begripligt nog har hans skarpa politiska åsikter, som Josef II fann så anstötliga hos Beaumarchais, varsamt desarmetats i da Pontes libretto. Figaro hade ursprungligen en ursinnig monolog i femte akten. Det kan endast hänga samman med den nära förestående revolutionen att man i mitten av 1780-talet kunde trycka och på scen uttala en sådan här replik till en greve:

Adel, förmögenhet, rang och titlar - åh, det leder till övermod! Vad har ni då åstadkommit för att uppnå allt detta? Ni har bemödat er med att låta er födas, inget annat, i övrigt är ni bara en människa bland tusen andra.
Da Ponte strök den monologen. Istället sjunger Figaro, som tror att Susanna bedrar honom, en aria om kvinnors flyktighet ("Aprite un po' quegl'occhi"). Men det råder inget tvivel om hans politiska mening. När han får reda på grevens avsikter, sjunger han en plebejisk och fräck visa ("Se vuol ballare"), en dans i trefjärdedelstakt, men med marschliknande, starkt visartade drag. Det hotfullt dämpade orkesterackompanjemanget (pizzicato i stråkarna) och de plötsliga melodisprången låter ana Figaros förbittrade vrede och förakt.
- Cherubino – Det är genom Cherubino (en fattig adlig släkting till greven) som spelets magiska dragningskraft uppstår. Hans jämnåriga är den trettonåriga Barbarina som han redan bedriver ett vågat kärleksspel med. Men hans hjärta brinner för grevinnan (som för övrigt är hans gudmor) och han stjäl också gärna en kyss från Figaros blivande hustru. Han står i vägen för alla män, i synnerhet de äkta. Greven skickar därför ut honom i soldatlivet där han i tredje delen av Beaumarchais trilogi för övrigt stupar. Men före hjältedöden förunnas han några lyckliga timmar i grevinnans famn. Hon får ett barn med Cherubino.
- Antonio – I Figaros bröllop finns det ingen obetydlig roll. Till och med trädgårdsmästaren Antonio, som endast medverkar i de stora ensemblerna i andra och fjärde aktens finaler, får i ett avgörande ögonblick en dramaturgisk sett oumbärlig funktion (andra aktens final). Utan honom kan de lavinartade intrigerna inte rulla vidare.

## Handling
Operan utspelar sig på greven Almavivas slott Aguas Frescas utanför Sevilla i slutet av 1700-talet. Föreställningen varar drygt 3 timmar.

### Akt I

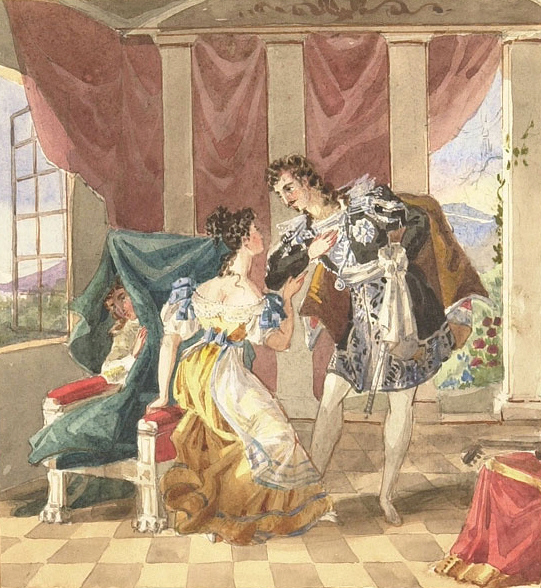
Akt 1: Cherubino gömmer sig bakom Susannas stol när greven kommer in.

Greve Almaviva har gett tillstånd till bröllopet mellan sin betjänt Figaro och grevinnans kammarjungfru Susanna. Medan Susanna provar brudslöjan mäter Figaro upp det rum som greven tilldelat dem. Tvärtemot vad greven har sagt offentligt ämnar han hävda sin feodala rätt till den första natten med bruden. Då Susanna antyder detta för Figaro beslutar denne att ta strid med greven ("Se vuol ballare"). Almaviva åberopar ett gammalt äktenskapslöfte som Figaro har gett den halvgamla Marcellina för att få låna pengar av henne, men Susanna tjuvlyssnar på samtalet och de båda kvinnorna säger varandra diverse ironiska sanningar. Den kärlekskranke unge pagen Cherubino ("Non su più") söker tröst hos Susanna sedan greven avskedat honom därför att han har påträffats i trädgårdspigan Barbarinas rum. Grevens steg hörs och pagen gömmer sig bakom en stol, men när don Basilio hörs utanför rummet samtidigt som greven gör närmanden mot Susanna, är det grevens tur att ta betäckning bakom stolen, och Cherubino måste i all hast hoppa upp i den och gömma sig under några kuddar. Basilio går på om att pagen kurtiserar grevinnan, varpå greven förtörnad stiger fram. Just när han berättar att han hittat Cherubino hos Barbarina lyfter han på kudden, och nu råkar den otursförföljde pagen illa ut än en gång. Greven blir ursinnig och vill köra honom på porten, men Figaro och Susanna vädjar till greven och denne utnämner honom i stället till officer vid sitt regemente. Figaro framhåller för Cherubino att hans lättjefulla tillvaro nu är slut ("Non più andrai").

### Akt II
Grevinnan sörjer över att greven förefaller ha tröttnat på henne ("Porgi amor"), och Susanna och Figaro röjer sina planer på att ge greven en läxa. Susanna skall avtala ett hemligt möte med honom, men samtidigt skall han få ett anonymt brev där det står att grevinnan har gjort upp om att möta en okänd man i parken. Cherubino spelar med ("Voi che sapete") i deras komedi, förklädd till flicka, men just när de sätter på honom klänningen bultar greven på dörren och de gömmer i all hast pagen i rummet intill. Grevinnan bedyrar att hon har varit ensam hela tiden, men det hörs buller från det angränsande rummet och greven vill bryta upp dörren. Medan greven och grevinnan är ute och skaffar verktyg att öppna dörren med hinner Susanna låsa upp och få Cherubino att hoppa ut genom fönstret, och till grevens förvåning står Susanna inne i rummet då dörren går upp. Han skall just börja ursäkta sig då trädgårdsmästaren Antonio kommer in och säger att någon har hoppat ut genom ett fönster och förstört hans blommor. Figaro tar på sig skulden men greven blir misstänksam när Antonio visar upp pagens officersfullmakt som han har tappat. Figaro finner dock på råd och greven måste ge slaget förlorat. I det ögonblicket kommer Marcellina och kräver att Figaro skall hålla sitt äktenskapslöfte, och greven lovar undersöka saken eftersom det ger honom chansen att än en gång skjuta upp bröllopet mellan Figaro och Susanna.

### Akt III

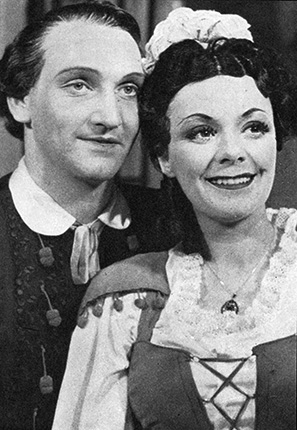
Bernhard Sönnerstedt och Isa Quensel i Figaros bröllop på Stora Teatern, Göteborg 1945.

I ett samtal med greven lovar Susanna att träffa honom samma kväll ("Crudel! Perchè signora"), men oturligt nog råkar han höra då Susanna på väg ut genom dörren viskar till Figaro att spelet är vunnet ("Hai già vinto la causa... Vedrò mentr'io sospiro"). Greven skall nu döma i målet mellan Figaro och Marcellina, men det visar sig helt oväntat att Figaro i själva verket är hennes son med don Bartolo. Barbarina har gömt den förklädde Cherubino, men Antonio har hittat hans kläder och skvallrat för greven. Grevinnan beklagar sin förlorade lycka med greven ("Dove sono"). Hon och Susanna förbereder det fingerade kärleksmötet ("Che Soave zefiretto") men avbryts av en skara flickor som kommer för att ge grevinnan blommor. Antonio avslöjar att Cherubino befinner sig bland dem och greven vill än en gång förvisa honom ut sin åsyn, men Barbarina tigger om nåd för honom eftersom hon vill gifta sig med honom. Ett bröllopståg kommer och vill hylla greven för att han har visat sig högsint och avstått från sin herremansrätt, och Susanna utnyttjar tillfället till att ge greven sin inbjudan till ett hemligt möte i parken.

### Akt IV
På kvällen infinner sig alla i tur och ordning i parken. Barbarina berättar naivt för Figaro att hon har gått med bud mellan greven och Susanna och han blir svartsjuk, men då grevinnan kommer in med Susanna iförd hennes kläder känner han genast igen sin fästmö och genomskådar spelet ("Aprite un po' que gl'occhi"). Susanna låtsas tråna efter sin kavaljer ("Deh veni non tardar"), men det är Cherubino som kommer och tar miste på Susanna och grevinnan, som är klädd i Susannas kläder. Han blir avbruten av greven som börjar kurtisera den han tror är kammarjungfrun. Han måste emellertid gömma sig när Figaro kommer. Även han gör närmanden till Susanna i grevinnans kläder, vilket hon tar mycket illa upp eftersom hon tror att han tar henne för grevinnan. Han erkänner att han kände igen henne på rösten ända från början, och då blidkas hon. Förvecklingarna fortsätter tills greven förstår att han har uppvaktat sin egen förklädda hustru och spontant faller på knä och ber om förlåtelse. Alla är nu glada över att bröllopet mellan Figaro och Susanna äntligen kan firas.

## Musikstycken
- Ouvertyr

### Akt 1
- Nr 1 Duett: Cinque... dieci... venti... (Susanna, Figaro)
- Nr 2 Duett: Se a caso madama la notte ti chiama (Susanna, Figaro)
- Nr 3 Cavatina: Se vuol ballare, signor Contino (Figaro)
- Nr 4 Aria: La vendetta, oh la vendetta! (Bartolo)
- Nr 5 Duett: Via resti servita, madama brillante (Susanna, Marcellina)
- Nr 6 Aria: Non so più, cosa son, cosa faccio (Cherubino)

- Nr 7 Terzett: Cosa sento! tosto andate (Susanna, Basilio, Greven)
- Nr 8 Kör: Giovani liete, fiori spargete
- Nr 9 Kör: Giovani liete, fiori spargete
- Nr 10 Aria: Non più andrai, farfallone amoroso (Figaro)

### Akt 2
- Nr 11 Cavatina: Porgi amor qualche ristoro (Grevinnan)

- Nr 12 Arietta: Voi che sapete che cosa è amor (Cherubino)
- Nr 13 Aria: Venite inginocchiatevi (Susanna)
- Nr 14 Terzett: Susanna or via sortite (Grevinnan, Susanna, Greven)
- Nr 15 Duett: Aprite presto aprite (Susanna, Cherubino)
- Nr 16 Final: Esci omai garzon malnato (Susanna, Grevinnan, Marcellina, Basilio, Greven, Antonio, Bartolo, Figaro)

### Akt 3
- Nr 17 Duett: Crudel! perché finora (Susanna, Greven)
- Nr 18 Recitativo och aria: Hai già vinta la causa - Vedrò mentr'io sospiro (Greven)
- Nr 19 Sestetto: Riconosci in questo amplesso (Susanna, Marcellina, Don Curzio, Greven, Bartolo, Figaro)
- Nr 20 Recitativo och aria: E Susanna non vien - Dove sono i bei momenti (Grevinnan)
- Nr 21 Duett: Che soave zeffiretto (Susanna, Grevinnan)
- Nr 22 Kör: Ricevete, o padroncina (Sopran I, II)
- Nr 23 Final: Ecco la marcia, andiamo (Susanna, Grevinnan, Greven, Figaro; Kör)

### Akt 4
- Nr 24 Cavatina: L'ho perduta... me meschina (Barbarina)
- Nr 25 Aria: Il capro e la capretta (Marcellina)
- Nr 26 Aria: In quegl'anni in cui val poco (Basilio)
- Nr 27 Recitativo och aria: Tutto è disposto - Aprite un po' quegl'occhi (Figaro)
- Nr 28 Recitativo och aria: Giunse alfine il momento - Deh vieni, non tardar (Susanna)
- Nr 29 Final: Pian pianin le andrò più presso (Susanna, Grevinnan, Barbarina, Cherubino, Marcellina, Basilio, Greven, Antonio, Figaro)

## Diskografi (urval)
- Don Giovanni ; Die Zauberflöte ; Le nozze di Figaro. - Innehåll: Utdrag ur akt 1 & 2 från föreställning på Kungliga Operan, 10 november 1959 ; Utdrag ur akt 4 från föreställning på Kungliga Operan, 10 februari 1967
- Le nozze di Figaro. Schrott, Persson, Röschmann, Finley, Shaham. Kör och orkester från Royal Opera House, Covent Garden. Pappano, dirigent. Opus Arte DVD OA 09990.
- Le nozze di Figaro. Gueden, Danco, Della Casa, Dickie, Poell, Corena, Siepi. Kör från Wiener Staatsoper. Wiener Philharmoniker. Kleiber, dirigent.[4]